# Werra-Gäuplatten
Die Werra-Gäuplatten, auch Werra-Gäuflächen oder Meininger Kalkplatten (s. u.) genannt, sind eine naturräumliche Haupteinheit im Süden Thüringens und im Norden Bayerns. Sie stellen die nördlichste Landschaft der Haupteinheitengruppe Mainfränkische Platten sowie der übergeordneten Großlandschaft (Großregion 2. Ordnung) Südwestdeutsches Stufenland dar.
Wie in allen als Gäue bezeichneten Landschaften steht in erster Linie Muschelkalk an.

## Lage
Die Werra-Gäuplatten erstrecken sich auf einer Fläche von etwa 700 km² beiderseits des Flusses Werra von der Region um die Stadt Meiningen (Landkreis Schmalkalden-Meiningen, TH) im Norden über Hildburghausen (Landkreis Hildburghausen, TH) bis zu den Langen Bergen nördlich von Coburg (Landkreis Coburg, Oberfranken, BY) sowie nach Südwesten bis zum Mellrichstädter Gäu bei Mellrichstadt und Ostheim vor der Rhön im nördlichen Landkreis Rhön-Grabfeld (Unterfranken, BY). Ihre Südgrenze zum Keuper-Hügelland Grabfeld fällt weitgehend mit der südlichen Wasserscheide der Werra zu Fränkischer Saale und Itz zusammen, auf der auch der Kleine Gleichberg liegt. Jedoch entwässert der Mellrichstädter Gäu überwiegend zur Streu und damit zur Fränkischen Saale.

## Geographie und Geologie
Die Werra-Gäuplatten sind ein Muschelkalkgebiet, deren Hochebenen und leicht gewellte Berge eine Höhe zwischen 460 und 520 m über NN erreichen. Die Landschaft ist von zahlreichen tief eingeschnittenen Tälern bis zu 180 m Tiefe durchzogen. Höchste Erhebung ist der solitär stehende erloschene Vulkan Dolmar mit einer Höhe von 739,6 m über NN am nordöstlichen Rand des Naturraums. Ähnlich singulär überragen die Gleichberge (641 und 679 m) an der Südgrenze ihr Umland, werden jedoch bereits zur Haupteinheit Grabfeld gerechnet.
Ein bedeutendes Naturdenkmal ist die vor rund 20.000 Jahren entstandene touristisch erschlossene Kluft- und Spaltenhöhle Goetz-Höhle.

## Gliederung

### Naturräumliche Gliederung
Im Handbuch der naturräumlichen Gliederung Deutschlands wurden die Werra-Gäuplatten ursprünglich mit dem geologisch andersartigen (Keuper) Grabfeld zu Haupteinheit 138 zusammengefasst. Dieses war vor allem der Tatsache geschuldet, dass das dekadische System nur zehn Haupteinheiten (dreistellig) pro Gruppe (zweistellig) zuließ.
In den Arbeiten zu den Einzelblättern 1:200.000 wurde davon jedoch wieder Abstand genommen und per tiefergestellter Nachziffer wurde das Grabfeld zu Haupteinheit 1381, die Gäuplatten zu 1382.
Keine naturräumliche Feingliederung erfolgte nördlich des Breitengrades 50°30'. Dieses hängt zum einen damit zusammen, dass der Kartenausschnitt von Blatt 1266 Fulda (Werner Röll 1969) die westlichsten Platten (Leite, Westrand der Dreißigackerer Platte) zwar knapp enthält, dort jedoch keine Grenzen zur Rhön eingezeichnet sind und auch im Textteil die Einheit nicht erwähnt wird. Insbesondere aber hatte man, aufgrund des inzwischen erfolgten Mauerbaus, nach einigen Jahren Bedenkzeit in den Jahren bis 1968/9 beschlossen, auf die Erstellung von Kartenblättern auf dem Gebiet der damaligen DDR, insbesondere auf Blatt Gotha, zu verzichten.
Folgende Unter-Naturräume sind auf Blatt 141 Coburg (Heinz Späth 1987) ausgewiesen:
- (zu 13 Mainfränkische Platten):
  - 1382.0 Westliche Werra-Gäuplatten
    - 1382.00 Mellrichstädter Gäu
    - 1382.01 Bibraer Sattel
    - 1382.02 St. Bernharder Plateau

  - 1382.1 Östliche Werra-Gäuplatten
    - 1382.10 Hildburghäuser Muschelkalkberge
    - 1382.11 Lange Berge

Der Bibraer Sattel war in der ursprünglichen Kartierung des Handbuchs der naturräumlichen Gliederung Deutschlands als Teil der Einheit Rhön angesehen worden.

### Zerschneidung durch Trennsenken
Die Gäuplatten durch folgende Talungen zerteilt:
- Themar–Walldorfer Werratal
  - Talungen links der Werra, flussabwärts:
    - Pass Birkenfeld–Eishausen (404 m)
    - Zeilbach (Mündung bei Reurieth), verlängert zu einem Pass auf etwa 405 m südöstlich Zeilfelds
    - Jüchse, Mündung bei Obermaßfeld, teilt sich in:
      - Jüchse, verlängert um einen Pass (auf etwa 377 m) an der Straße Exdorf–Haina
      - Bibra, Mündung oberhalb von Ritschenhausen
      - Bauerbach, Mündung kurz vor der Jüchsemündung

    - Sülze (Werra), Mündung unterhalb von Untermaßfeld, teilt sich in:
      - obere Sülze
      - Haselbach, Mündung südlich von Haselbach – trennt an der Wasserscheide zur Herpf nur halbseitig eine Platte ab, die jedoch durch eine tiefe Scharte (auf 438 m) abgetrennt ist

  - Talungen rechts der Werra, flussabwärts:
    - Helba, Mündung unterhalb von Helba im Norden Meiningens – platteninternes Gewässer; zertalt, aber schneidet keine komplette Platte ab
    - Hasel, Mündung bei Einhausen, teilt sich in:
      - Hasel
      - Schwarza, Mündung in Kloster Rohr
      - obere Hasel
      - Spring – keine tiefe Eintalung

    - Tachbach, Mündung unterhalb von Themar
    - Weißbach, Mündung bei Themar – rahmt, zusammen mit der Werra oberhalb, die Platten von Osten

### Gliederung in Platten
In Ergänzung zu den Einheiten auf Blatt Coburg zerfallen die Gäuplatten durch die o. g. Trennsenken in die folgenden Platten und Höhenzüge (im Uhrzeigersinn, begonnen im Südosten):
- Lange Berge (Buchberg südwestlich von Rottenbach: 527,2 m)
- ↓ Pass Birkenfeld–Eishausen (404 m)
- Hildburghäuser Muschelkalkberge (benannt nach Hildburghausen nordöstlich gegenüber; Häselriether Berg westlich der Stadt: 526,2 m)
- ↓ Zeilbach, verlängert zu einem Pass auf etwa 405 m südöstlich Zeilfelds
- St. Bernharder Plateau (benannt nach St. Bernhard; Dingslebener Kuppe südlich Dingslebens, im äußersten Süden: 528,9 m) – südliche Hauptplatte
- ↓ Jüchsener Jüchse-Senke – Jüchsetal, verlängert um die Straße Exdorf–Haina mit Scharte auf 377 m
- östlicher Bibraer Sattel (Dietrichsberg: 536,4 m)
- ↓ Bibraer Bibratal
- westlicher Bibraer Sattel, teilt sich an einer gratartigen Scharte auf 459 m in:
  - Ransberg (514,0 m), Südosten
  - Hausberg (Katzenlöcher: 515,8 m), Nordwesten
- ↓ Bauerbacher Bauerbach-Senke – entlang der Straße Henneberg–Bauerbach–Ritschenhausen; am Bauerbach (ohne Unterlauf), dann über eine Scharte auf 366 m
- südwestliche Platte, geteilt durch den Haselbach-Mündungslauf sowie durch eine Scharte auf 391 m:
  - Zehnerberg (465,7 m)
  - Fritzenberg-Kamm (Fritzenberg: 534,2 m)
  - Stillberg (493,3 m)
- ↓ Sülzfeld-Stedtlinger Becken (an der Sülze)
- Dreißigackerer Plateau um Dreißigacker (Buchenberg im äußersten Südwesten: 523,1 m) – westliche Hauptplatte
- ↓ Haselbach, verlängert entlang der Kreisstraße bis zu einer Scharte nordwestlich von Gleimershausen auf 438 m
- Leite (540,3 m) – westlichste Platte überhaupt, hat nur zum Dreißigackerer Plateau Anschluss
- ↓ Themar–Walldorfer Werratal
- Meiningen-Kühndorfer Platte – nördliche Hauptplatte, zerfällt in etwa in fünf Naturräume:
  - Metzelser Plattenrand (Drosselleite: 563,7 m) – Nordwesten, bewaldet
  - Kühndorfer Dolmarvorland – Norden; Ackerland
  - Dolmar (739,6 m) – Singularität im äußersten Norden
  - Helbatal mit Helba um Westen, nach Norden Berlesgrund – rahmt das Meininger Plateau im westlichen Norden
  - Meininger Plateau (Hohe Maas: 497,9 m)
- ↓ Unteres Haseltal Hasel, verlängert um Schwarza
- Dillstädter Sporn (Kirchberg: 439,3 m) – kleine Halbinsel im Norden
- ↓ Unteres Haseltal, Hasel oberhalb der Schwarzamündung
- Marisfelder Platte – nördliche Hauptplatte, zerfällt in:
  - Hölschberg-Plateau (Hölschberg: 502,8 m)
  - Marisfelder Spring-Hügelland
- ↓ Tachbacher Tachbachtal
- Feldsteinmassiv (bis 552,3 m)

Nicht alle gelisteten Platten gehören zwingend zu den Werra-Gäuen, unzweifelhaft aber die vier Hauptplatten, die Hildburghäuser Berge und die Langen Berge.
Der Bibraer Sattel mit seinen Schichtfolgen aus Buntsandstein und Muschelkalk ist eher Teil des Östlichen Rhönvorlands, was auch der Zuordnung im Handbuch der naturräumlichen Gliederung Deutschlands (Karte von 1954) entspricht. Heinz Späth hat auf Blatt Coburg ausgerechnet die Muschelkalkberge des Westflügels noch dem Rhönvorland zugeschlagen, den Buntsandsteinsaum und den noch etwas höheren Ostflügel, welcher noch deutlicher von den Gäuen abgesetzt ist, höhere Höhen erreicht und ein im Vergleich zu den eigentlichen Plattenrändern weicheres Relief aufweist, nicht. Von der zerfallenen Südwestplatte sind Stillberg und Zehnerberg typische Randplatten, der zentrale Fritzenbergkamm verlängert jedoch die Kammlinie von Wolfsberg (505,2 m) und Henneberg (527 m) im Rhönvorland und ist der einzige ausgeprägte Kamm der Platten. Späth hat laut Kartierung entsprechend den Heiligen Berg (530,0 m), den südwestlichsten Teil des Fritzenberg-Kamms, dem Rhönvorland zugerechnet und damit mindestens den hinter einer Scharte auf 482 m knapp höheren Fritzenberg, nördlich seines Kartenausschnitts, ebenfalls. Eine mögliche Abgrenzung, die nicht den kompletten Kamm zum Rhönvorland zählen würde (und die Rahmung des Werratals den Gäuen überließe), wäre die Scharte auf 432 m zum Spielberg (478,1 m).
Die Kartierung von 1954 zählt auch die Leite zur Rhön-Einheit; geomorphologisch ist sie eine typische Randplatte bzw. ein Zeugenberg der Gäue. Andererseits formt sie mit den 639 m hohen Rhönkegeln Neu- und Hutsberg bzw. mit deren Muschelkalksockel eine Randbucht der Herpf gegenüber der Geba. Den Feldstein wiederum zählt die Handbuchkartierung von 1960, anders als die von 1954, tendenziell zum Vorland des Thüringer Waldes – allerdings ist deren Maßstab sehr grob und die eingezeichnete Haupteinheitengruppengrenze so dick, dass die Zuordnung nicht zwingend so gemeint ist; im Textteil (2. Lieferung 1955) werden keine feineren Teillandschaften beschrieben.

### Einordnung nach TLUG
Im rein innerthüringischen System Die Naturräume Thüringens der Thüringer Landesanstalt für Umwelt und Geologie (TLUG) werden die Werra-Gäuplatten – bzw. ihr thüringischer Anteil – in fast unveränderten Grenzen als Meininger Kalkplatten ausgewiesen. Einzige Abweichung ist der östlich der Bibra befindliche Südostteil des Bibraer Sattels, der insofern das Östliche Rhönvorland fortsetzt, als auf ihm in nicht geringen Anteilen Buntsandstein ansteht. Dieser wurde der Einheit Lengsfeld-Zillbach-Bauerbacher Buntsandstein-Waldland zugerechnet.

### Benachbarte Naturräume
Die Werra-Gäuplatten stoßen nach Norden an die Haupteinheit Salzunger Werrabergland (359), nach Nordosten und Osten an das Südliche Vorland des Thüringer Waldes (390), nach Süden ans Grabfeld (1381), nach Südwesten an die Südrhön (140) und nach Nordwesten an die Kuppenrhön (353).

## Berge
Folgende Berge oder Gipfel der Werra-Gäuplatten sind erwähnenswert (in Klammern Höhen über NHN, Dominanz und Prominenz; Scharten, von Einzelfällen abgesehen, aus Höhenlinien und damit nur auf einige Meter genau; höchste Höhen innerhalb einer Platte fett):
- Dolmar (739,6 m; 11,5 km zum Schwarzen Kopf, THW; 281 m); nordnordwestlich von Kühndorf – Singularität am Nordrand der Meiningen-Kühndorfer Platte
- Drosselleite (563,7 m; 1,0 km zu Dolmar-Nordwestfuß; 30 m); ostsüdöstlich von Metzels – Meiningen-Kühndorfer Platte (Nordrand)
- Feldstein (552,3 m; 3,3 km bis zum Südhang des Schneebergs, THW-Vorland; 61,3 m); nordwestlich von Lengfeld; Scharte zum THW-Vorland unmittelbar nördlich auf 491,0 m – Feldsteinmassiv
- Dürrenberg (548,5 m, nach Höhenlinien über 550 m; 0,8 km zu Drosselleite-Vorgipfel; 39 m); südlich von Metzels – Meiningen-Kühndorfer Platte (Nordrand)
- Leite (540,3 m; 2,8 km zum Roten Bühl, einem nordwestlichen Randgrat des Neubergs; 113 m); nördlich von Stedtlingen; Scharte zum Neuberg auf 527 m an der Landesstraße Bettenhausen (Rhönblick)–Stedtlingen
- Dietrichsberg (536,4 m; 11,5 km zur Hohen Schule, Östliches Rhönvorland; 169 m); südlich von Neubrunn; Scharte zum Kleinen Gleichberg auf 377 m an der Straße Exdorf–Haina – östlicher Bibraer Sattel (Nordostteil)
- Großkopf (535,9 m; 4,8 km zum Dietrichsberg; 112 m); nördlich von Westenfeld; Scharte zum Dietrichsberg auf 424 m – östlicher Bibraer Sattel (Kamm im Südwesten)
- Fritzenberg (534,2 m; 5,6 km zur Hohen Schule; 118 m); nordwestlich von Bauerbach; Scharte zur Hohen Schule auf 416 m – Fritzenberg-Kamm, südwestliche Platte
- Dingslebener Kuppe (528,9 m; 1,2 km zum Kleinen Gleichberg; 53,4 m); südlich Dingslebens – St. Bernharder Plateau
- Buchberg (527 m; 3,4 km zum Grieß, Schalkauer Plateau, im ONO; 123 m); südwestlich von Rottenbach; Scharte zum Kleinen Gleichberg auf 404 m zwischen Birkenfeld und Eishausen – Lange Berge
- Häselriether Berg (526,2 m; 4,3 km nach NO zum THW-Vorland; 121 m); Werratal westlich Hildburghausens; Scharte zu Kleinem Gleichberg auf 405 m südöstlich Zeilfelds – Hildburghäuser Muschelkalkberge
- Buchberg (523,1 m; 1,6 km zur Leite; 85 m); südöstlich Gleimershausens; Scharte zur Leite an der Kreisstraße nordwestlich von Gleimershausen auf 438 m – Dreißigackerer Plateau (Südrand)
- Hausberg (Katzenlöcher: 515,8 m; 2,3 km zum Fritzenberg-Kamm; 96 m); südlich von Bauerbach; Scharte zu Burg Henneberg auf 420 m – westlicher Bibraer Sattel (Westteil)
- Laubberg (515 m; 1,5 km zum Häselriether Berg im SO; 52 m); Werratal südlich von Ebernhards – Hildburghäuser Muschelkalkberge
- Ransberg (514,0 m; 1,0 km; 55 m); westlich von Bibra; Scharte zu Hausberg auf 459 m – westlicher Bibraer Sattel (Ostteil)
- Höhnberg (513,3 m; 1,6 km zum Laubberg im SO; 65 m); Werratal südlich von Reurieth, Reuriether Felsen – Hildburghäuser Muschelkalkberge (Nordwestende)
- Iltenberg (512,0 m; 4,7 km zum Ermelsberg; 55 m); Werratal nordwestlich Grimmelshausens; Scharte zum Ermelsberg auf 457 m nordwestlich Beinerstadts – St. Bernharder Plateau
- Hohe Wart (504,8 m; 4,4 km nach N zum THW-Vorland; 69 m); Werratal südlich von Heßberg; Scharte zur Sennigshöhe südöstlich von Hetschbach auf 436 m – Lange Berge (dort nordwestlichster Gipfel)
- Hölschberg (502,8 m; 4,3 km zur Silbachshöhe, THW-Vorland, im NO; 67 m); südöstlich von Rohr; Scharte zum THW-Vorland auf 436 m ostsüdöstlich des Hohenrod – Marisfelder Platte
- Langer Berg (501,9 m; 3,1 km zum Dietrichsberg, östl. Bibraer Sattel; 49 m); Werratal südlich Einhausens; Scharte auf 453 m nördlich des Köhlershügels – St. Bernharder Plateau
- Steinerner Berg (499,1 m; 2,6 km zum Iltenberg; 54 m); Werratal westlich Themars; Scharte auf 448 m unmittelbar südwestlich – St. Bernharder Plateau
- Hohe Maas (497,7 m; 4,4 km zum Hölschberg, Marisfelder Platte; 56 m); ostsüdöstlich von Meiningen; Scharte zum Dolmar auf 442 m 200 m nordöstlich der Kehre der B 19, Gemeindegrenze Rohr//Kühndorf – Südwesten der Meiningen-Kühndorfer Platte
- Michelsberg (496,0 m; 3,1 km zu Langem Berg; 28 m); Werratal südwestlich Vachdorfs; Scharte auf 468 m unmittelbar südwestlich – St. Bernharder Plateau
- Stadtberg (495,5 m; 1,7 km zum Häselriether Berg; 76 m); Werratal, südlich gegenüber von Hildburghausen; Scharte auf 420 m im Südwesten von Leimrieth – Hildburghäuser Muschelkalkberge
- Stillberg (493,3 m; 2,1 km zum Fritzenberg; 102 m); westlich von Untermaßfeld; Scharte zum Fritzenberg auf 391 m – südwestliche Platte (Nordteil)
- Rittersrain (493 m; 3,3 km zum Steinernen Berg; 40 m); südwestlich Wachenbrunns; Scharte zum Michelsberg auf 453 m nördlich des Köhlershügels – St. Bernharder Plateau
- Oberer Berg (488,6 m; 4,3 km zum südlichen Plateau; 24 m); südlich von Melkers; Scharte zum Südteil auf 465 m – Dreißigackerer Plateau (Nordteil)
- Zehnerberg (465,1 m; 1,3 km zu nordöstlichem Fritzenberg-Kamm; 99 m); westlich von Untermaßfeld; Scharte zu Ransberg auf 366 m – südwestliche Platte (Ostteil)
- Gartlerser Höhe (464,7 m; 2,8 km zu Feldstein-Südwestsporn; 26 m); Werratal nördlich von Henfstädt; Scharte zu THW-Vorland auf 439 m, knapp östlich der Landesstraße Marisfeld–Themar – Marisfelder Platte
- Kirchberg (439,3 m; 1,6 km zum Knollenberg, Marisfelder Platte, im OSO; 32 m); westlich von Dillstädt; Scharte auf 407 m nah Rastplatz Dolmar, A 71 – Dillstädter Sporn

Basaltisch sind neben dem Dolmar (739,6 m) im Norden noch der Feldstein (552,3 m) im Nordosten sowie der ihm südwestlich, am anderen Ufer der Werra, gegenüberstehende Steinerne Berg (499,1 m); überdies im Süden, in nördlicher Verlängerung der Gleichberge, die Dingslebener Kuppe (428,9 m) und der unauffällige Ermelsberg (514,6 m). Bis auf den Dolmar gehören sie alle, wie auch die Gleichberge, zum Vulkanfeld der Heldburger Gangschar.

## Besiedlung und Bodennutzung
Größte Stadt und einzige Mittelstadt im Naturraum Werra-Gäuplatten ist Meiningen. Weitere Städte sind Hildburghausen, Mellrichstadt und Ostheim vor der Rhön sowie das in Grenzlage befindliche Themar. Die Bergkuppen sind mit Laub- und Mischwäldern bedeckt, die Südhänge bestehen aus Trockenwäldern und Trockenrasen. Die Hochebenen und flache Hänge sind Acker- und Weideland, die Talsohlen Grünland. Ausgeprägter urbaner Siedlungsraum mit Industrie und Gewerbe bestehen lediglich in den beiden Kreisstädten Meiningen und Hildburghausen und in der unterfränkischen Stadt Mellrichstadt. Durch den Naturraum führen weiter die Eisenbahnstrecken Meiningen–Schweinfurt (Teilstück Meiningen–Mellrichstadt) und Werrabahn (Teilstück Meiningen–Hildburghausen), die Bundesautobahn 71 (Teilstück Meiningen-Nord–Mellrichstadt), die Bundesstraße 19 (Teilstück Walldorf–Meiningen–A 71) und die Bundesstraße 89 (Teilstück Meiningen–Hildburghausen).